# Saint-Amand-sur-Sèvre

Saint-Amand-sur-Sèvre este o comună în departamentul Deux-Sèvres, Franța. În 2009 avea o populație de 1,282 de locuitori.